# Карлос Міна
Карлос Андрес Міна Кайседо (ісп. Carlos Andrés Mina Caicedo; нар. 10 жовтня 1992,  Гуаякіль) — еквадорський боксер, бронзовий призер чемпіонату світу серед аматорів.

## Аматорська кар'єра
Карлос Міна займався боксом з восьми років. 2015 року був учасником напівпрофесійної боксерської ліги WSB у складі команди «Mexico Guerreros» (Мексика). На Панамериканських іграх 2015 програв у другому бою Хуліо Сезар Ла Круз (Куба).
На Олімпійських іграх 2016 переміг Сержа Міхела (Німеччина) і Джо Ворда (Ірландія), а у чвертьфіналі програв Матьє Бодерлік (Франція) — TKO.
2017 року завоював срібну медаль Панамериканського чемпіонату, програвши у фіналі Хуліо Сезар Ла Круз (Куба). На чемпіонаті світу 2017 завоював бронзову медаль.
- В 1/8 фіналу переміг Даміра Плантича (Хорватія) — 4-1
- У чвертьфіналі переміг Шабоса Негматтулоєва (Таджикистан) — 5-0
- У півфіналі програв Хуліо Сезар Ла Круз (Куба) — 0-5